# Олех Микола Григорович
Мико́ла Григо́рович Олех — старший сержант Збройних сил України, учасник російсько-української війни, відзначився у ході російського вторгнення в Україну.
Командир танка одного з підрозділів оперативного командування «Північ».

## Нагороди
- орден «За мужність» III ступеня (2022) — за особисту мужність і самовіддані дії, виявлені у захисті державного суверенітету та територіальної цілісності України, вірність військовій присязі[2][3].